# Gare d'Amorebieta
La Gare d'Amorebieta est située dans la rue Sabino Arana de la commune bizkaïenne d'Amorebieta. Cette gare appartient à la ligne Bilbao Atxuri-Donostia Amara et a été complètement réformée récemment par des travaux d'amélioration de la ligne Bilbao Atxuri-Donostia Amara dans le tronçon entre Amorebieta et Zaldibar. Cette gare dispose de 3 voies et 2 quais, 2 des voies sont de la ligne Bilbao Atxuri-Donostia Amara, une direction Bilbao et autre direction Saint-Sébastien, tandis que la troisième est employée comme début du service nocturne Amorebieta - Bermeo ou services spéciaux de la ligne d'Urdaibai qui commencent dans cette gare. Elle est en plein air bien qu'une partie de ses quais soient protégés par un toit léger. Dans la gare nous trouvons un hall dans la partie supérieure dans lequel se trouvent les distributeurs de billets et un composteur qui ferment l'accès aux quais, accessibles par un escalier ou un escalator.
| Provenance/Destination | <             | Ligne | >                    | Provenance/Destination |
| ---------------------- | ------------- | ----- | -------------------- | ---------------------- |
| Bilbao-Atxuri          | Lemoa         |       | Euba                 | Donostia-Amara         |
| Bilbao-Atxuri          | Lemoa         |       | Euba                 | Ermua                  |
| Amorebieta             | Tête de ligne |       | Amorebieta Geralekua | Bermeo                 |